# Clarkcoma
Famille
Genre
Clarkcoma est un genre d'ophiures, le seul de la famille des Clarkcomidae.

## Liste d'espèces
Selon World Register of Marine Species (27 février 2018) :
- Clarkcoma australis (H.L. Clark, 1928)
- Clarkcoma bollonsi (Farquhar, 1908)
- Clarkcoma canaliculata (Lütken, 1869)
- Clarkcoma pulchra (H.L. Clark, 1928)

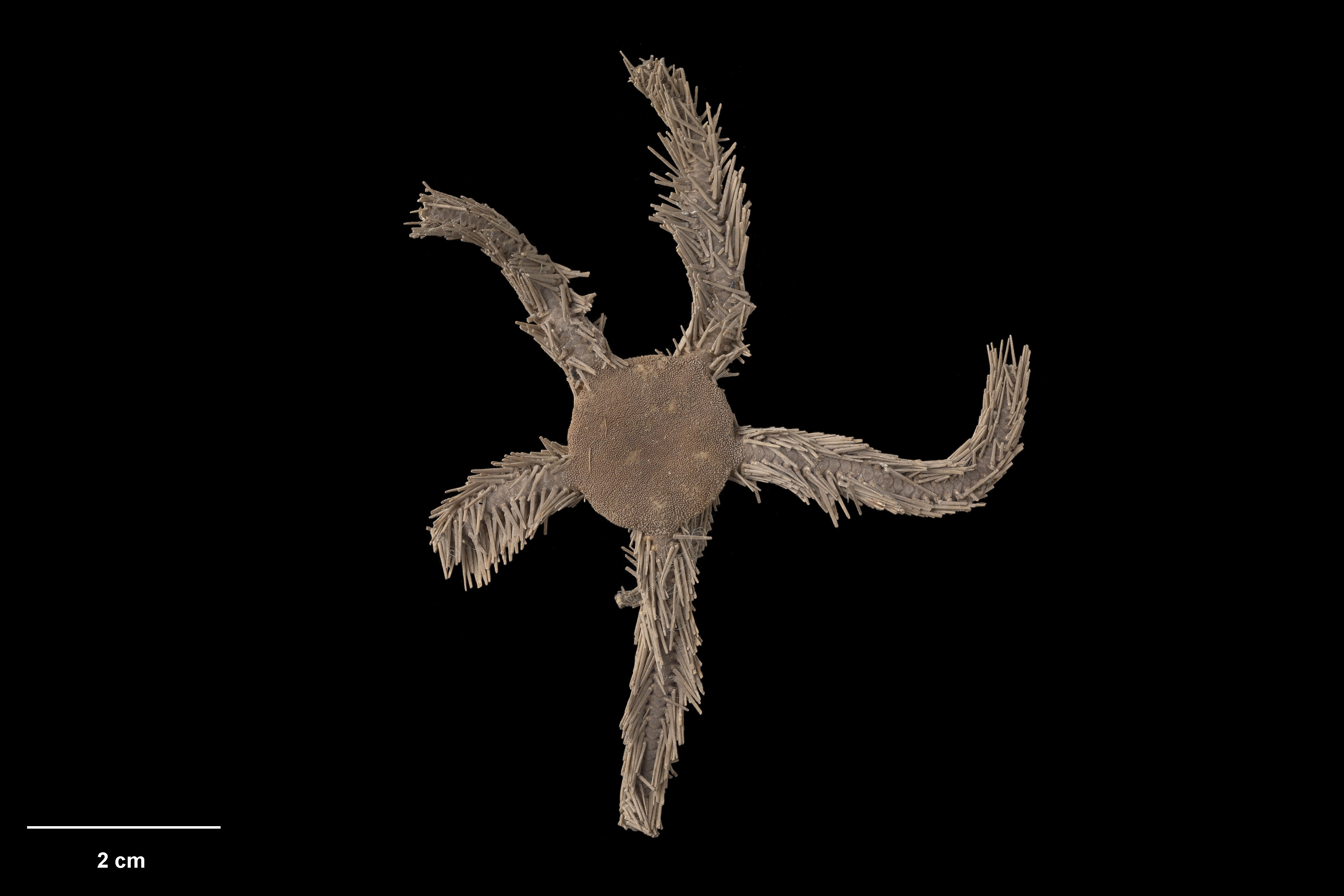
Clarkcoma bollonsi
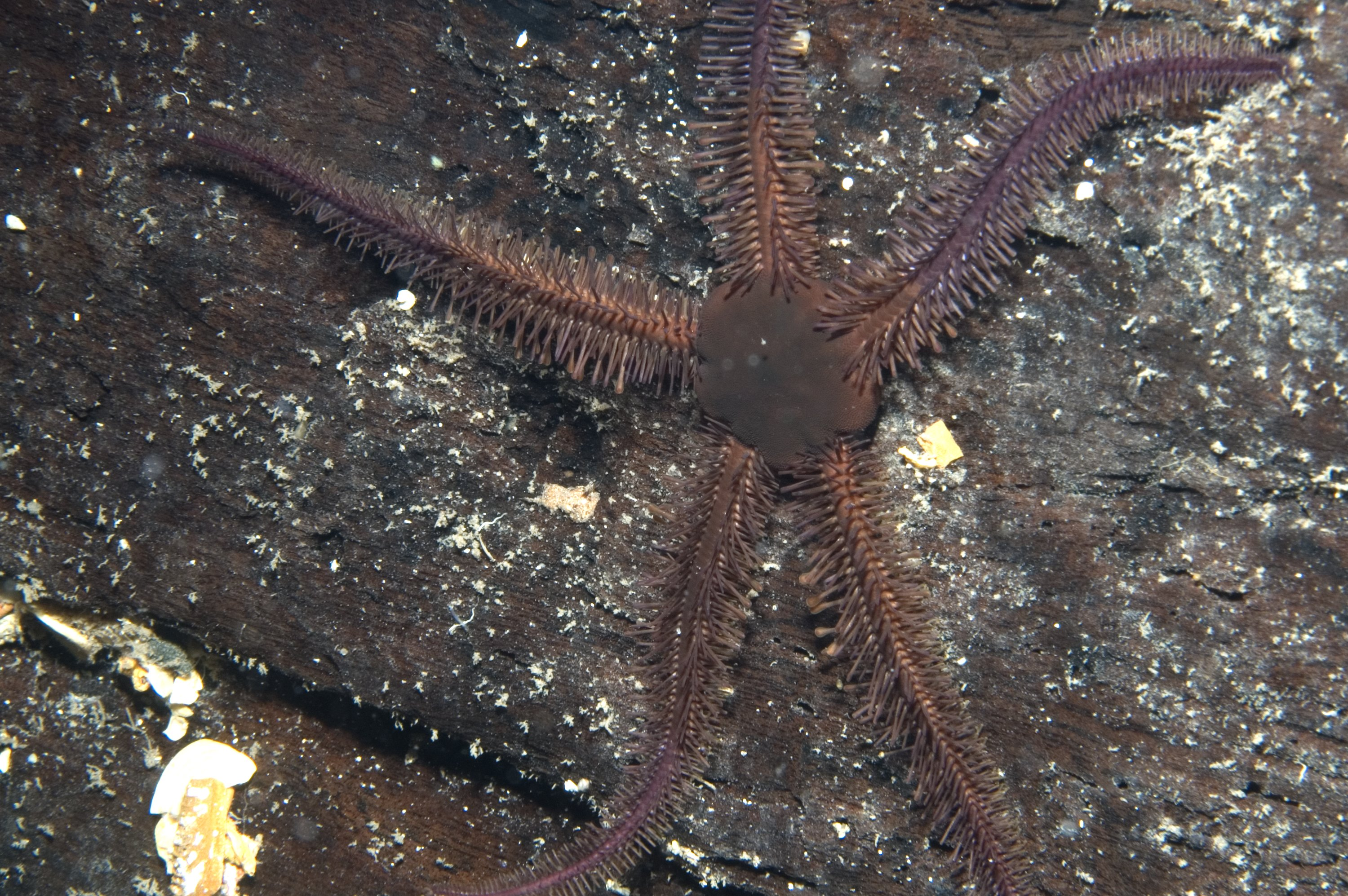
Clarkcoma canaliculata
Clarkcoma pulchra